# Preko
Preko je naselje s pristaniščem na otoku Ugljan (Hrvaška), ki je središče občine Preko Zadrske županije, pod katero spada tudi naselje Ugljan.

## Geografija
Preko je naselje s trajektnim pristaniščem v osrednjem delu severovzhodne obale otoka. Kraj, ki leži ob cesti, ki povezuje ostala naselja na Ugljanu, je največje naselje in upravno središče otoka. Vsa obala na območju Preka, še zlasti pa tista na otočku Galovac je primerna za kopanje.
Preko ima tri pristane. Severni leži v majhnem zalivu, zaščiten z 35 m dolgim valobranom in otočkom Galovac. Pri valobranu je globina morja do 2,5 m. Za valobranom je še manjši pomol dolg okoli 20 m, tu lahko pristajajo plovila z ugrezom do 1,5 m. Pristan je odprt severnim vetrovom.
Srednji pristan je prav tako zaščiten z okoli 50 m dolgim valobranom, na koncu katerega stoji svetilnik. Globina morja pri valobranu je do 4 m. Za valobranom leži mandrač v katerem se lahko sidrajo manjša plovila. Pristan je odprt severnim vetrovom. Svetilnik na koncu valobrana oddaja svetlobni signal: R Bl 3s. Nazivni domet svetilnika je 3 milje.
Južni pristan, ki leži nasproti otočka Ošljakj, in ima dva pomola, je pristan v katerem pristajajo trajekti. Globina morja pri daljšem, okoli 40 m dolgem pomolu, na katerm pristajajo trajekti je 2,2 do 2,7 m. Na tem pomolu stoji svetilnk, ki oddaja svetlobni signal: B Bl (2) 5s.
Pri drugem krajšem pomolu je črpalka za gorivo.

## Prebivalstvo
V največjem otoškem naselju stalno živi 3871 prebivalcev (popis 2001).
| Pregled števila prebivalcev po letih | Pregled števila prebivalcev po letih | Pregled števila prebivalcev po letih | Pregled števila prebivalcev po letih | Pregled števila prebivalcev po letih | Pregled števila prebivalcev po letih | Pregled števila prebivalcev po letih | Pregled števila prebivalcev po letih | Pregled števila prebivalcev po letih | Pregled števila prebivalcev po letih | Pregled števila prebivalcev po letih | Pregled števila prebivalcev po letih | Pregled števila prebivalcev po letih | Pregled števila prebivalcev po letih | Pregled števila prebivalcev po letih |
| ------------------------------------ | ------------------------------------ | ------------------------------------ | ------------------------------------ | ------------------------------------ | ------------------------------------ | ------------------------------------ | ------------------------------------ | ------------------------------------ | ------------------------------------ | ------------------------------------ | ------------------------------------ | ------------------------------------ | ------------------------------------ | ------------------------------------ |
| 1857                                 | 1869                                 | 1880                                 | 1890                                 | 1900                                 | 1910                                 | 1921                                 | 1931                                 | 1948                                 | 1953                                 | 1961                                 | 1971                                 | 1981                                 | 1991                                 | 2001                                 |
| 937                                  | 1109                                 | 1235                                 | 1531                                 | 1825                                 | 2038                                 | 2281                                 | 2462                                 | 2323                                 | 2274                                 | 2274                                 | 2087                                 | 1532                                 | 1759                                 | 1351                                 |

## Gospodarstvo
Med najpomembnejšimi gospodarski dejavnostmi je turizem. V turističnem smislu združuje Preko še bližnji naselji Poljana in Sutomišćico, ter otoček Ošljak. V kraju stoji hotel »H. Preko«

## Zgodovina
Preko z okolico je bil poseljen že v rimski dobi, kar dokazujejo ostanki antičnih zgradb na lokaciji Gradine. Romanska cerkvica sv. Ivana je bila postavljena v 11. stoletju. Župnijska cerkev zgrajena leta 1765 pa je bila postavljena na ostankih mnogo starelše cerkve. Na 265 mnm visokem griču okoli 4 km jugozahodno od naselja so ostanki trdnjave Sv. Mihovila.

## Kulturni spomeniki
- Trdnjava Sv. Mihovila (Preko)
- otoček Galovac
- romanska cerkvica Sv. Ivana iz 11. stoletja